# Leptothorax svartshevskii
Leptothorax svartshevskii är en myrart som beskrevs av Vladimir Aphanasjevich Karavaiev 1916. Leptothorax svartshevskii ingår i släktet smalmyror, och familjen myror. Inga underarter finns listade i Catalogue of Life.